# Bucephalacris frater
Bucephalacris frater är en insektsart som först beskrevs av Rehn, J.A.G. 1909.  Bucephalacris frater ingår i släktet Bucephalacris och familjen gräshoppor. Inga underarter finns listade i Catalogue of Life.